# Foxconn
Hon Hai Precision Industry Co., Ltd., som marknadsför sig som Foxconn Technology Group, är ett taiwanesiskt multinationellt kontraktstillverkningsföretag inom elektronik och rankas som världens största inom sin bransch. Foxconn har sitt huvudkontor i Tucheng, Nya Taipei.
I april 2012 arbetade 240 000 personer på fabriken i Shenzhen.
Den 12 augusti 2016 köpte Foxconn den japanska elektroniktillverkaren Sharp Corporation för $3,8 miljarder.